# Leichtathletik-Europameisterschaften 1971/400 m der Männer

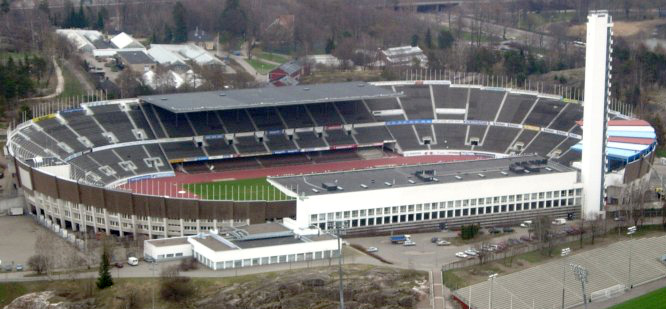
Das Olympiastadion von Helsinki im Jahr 2005

Der 400-Meter-Lauf der Männer bei den Leichtathletik-Europameisterschaften 1971 wurde am 11. bis 13. August 1971 im Olympiastadion von Helsinki ausgetragen.
Europameister wurde der Brite David Jenkins. Er gewann vor dem Italiener Marcello Fiasconaro. Bronze ging an Titelverteidiger Jan Werner aus Polen.

## Rekorde
Vorbemerkung:

In diesen Jahren gab es bei den Bestleistungen und Rekorden eine Zweiteilung. Es wurden nebeneinander handgestoppte und elektronisch ermittelte Leistungen geführt. Die offizielle Angabe der Zeiten erfolgte in der Regel noch in Zehntelsekunden, die bei Vorhandensein elektronischer Messung gerundet wurden. Wegen des Wegfalls der Reaktionszeit des Zeitnehmers bei elektronischer Zeitnahme stand in der Diskussion, einen sogenannten Vorschaltwert einzuführen, um die handgestoppten Leistungen nicht automatisch besser zu stellen. Doch es blieb dann bei der korrekten Angabe dieser Zeiten, die später auch offiziell mit Hundertstelsekunden nach dem Komma geführt wurden.

### Offizielle Rekorde – Angabe in Zehntelsekunden

#### Bestehende Rekorde
| Weltrekord           | 43,8 s | Lee Evans          | OS Mexiko-Stadt, Mexiko | 18. Oktober 1968   |
| Europarekord         | 44,9 s | Carl Kaufmann      | OS Rom, Italien         | 6. September 1960  |
| Europarekord         | 44,9 s | Martin Jellinghaus | OS Mexiko-Stadt, Mexiko | 17. Oktober 1968   |
| Meisterschaftsrekord | 45,7 s | Jan Werner         | EM Athen, Griechenland  | 18. September 1969 |

#### Rekordverbesserung
Der britische Europameister David Jenkins verbesserte den bestehenden EM-Rekord im Finale am 13. August um zwei Zehntelsekunden auf 45,5 s. Zum Europarekord fehlten ihm dabei sechs Zehntelsekunden, zum Weltrekord 1,6 Sekunden.

### Elektronisch gemessene Rekorde

#### Bestehende Rekorde
| Weltrekord           | 43,86 s | Lee Evans          | OS Mexiko-Stadt, Mexiko | 18. Oktober 1968   |
| Europarekord         | 45,06 s | Martin Jellinghaus | OS Mexiko-Stadt, Mexiko | 17. Oktober 1968   |
| Meisterschaftsrekord | 45,75 s | Jan Werner         | EM Athen, Griechenland  | 18. September 1969 |

#### Rekordverbesserung
Der britische Europameister David Jenkins verbesserte den bestehenden EM-Rekord im Finale am 13. August um dreißig Hundertstelsekunden auf 45,45 s. Zum Europarekord fehlten ihm dabei 39 Hundertstelsekunden, zum Weltrekord 1,59 Sekunden.

## Vorrunde
11. August 1971, 17:30 Uhr
Die Vorrunde wurde in vier Läufen durchgeführt. Die ersten vier Athleten pro Lauf – hellblau unterlegt – qualifizierten sich für das Halbfinale.

### Vorlauf 1
| Platz | Name                | Nation           | Offizielle Zeit (s) auf Zehntel gerundet | Inoffizielle Zeit (s) exakter Wert |
| 1     | Jan Werner          | Polen            | 46,4                                     | 46,44                              |
| 2     | Marcello Fiasconaro | Italien          | 46,5                                     | 46,49                              |
| 3     | Gilles Bertould     | Frankreich       | 46,8                                     | 46,81                              |
| 4     | Miroslav Tulis      | Tschechoslowakei | 46,8                                     | 46,83                              |
| 5     | Semjon Kotscher     | Sowjetunion      | 46,9                                     | 46,90                              |
| DNS   | Alberto Matos       | Portugal         |                                          |                                    |
| DNS   | M. Guneygif         | Türkei           |                                          |                                    |

### Vorlauf 2
| Platz | Name               | Nation         | Offizielle Zeit (s) auf Zehntel gerundet | Inoffizielle Zeit (s) exakter Wert |
| 1     | David Jenkins      | Großbritannien | 46,7                                     | 46,66                              |
| 2     | Andrzej Badeński   | Polen          | 46,7                                     | 46,68                              |
| 3     | Per Rom            | Norwegen       | 46,7                                     | 46,73                              |
| 4     | Hermann Köhler     | BR Deutschland | 46,8                                     | 46,77                              |
| 5     | Jewgeni Borissenko | Sowjetunion    | 47,1                                     | 47,12                              |
| 6     | Christian Nicolau  | Frankreich     | 47,1                                     | 47,12                              |
| 7     | Miro Kocuvan       | Jugoslawien    | 47,6                                     | 47,63                              |
| 8     | Anders Faager      | Schweden       | 47,3                                     | 47,32                              |

### Vorlauf 3
| Platz | Name                | Nation         | Offizielle Zeit (s) auf Zehntel gerundet | Inoffizielle Zeit (s) exakter Wert |
| 1     | Klaus Hauke         | DDR            | 46,8                                     | 46,84                              |
| 2     | Martin Jellinghaus  | BR Deutschland | 47,0                                     | 46,96                              |
| 3     | Waldemar Korycki    | Polen          | 47,1                                     | 47,10                              |
| 4     | Michael Fredriksson | Schweden       | 47,4                                     | 47,44                              |
| 5     | Giacomo Puosi       | Italien        | 47,6                                     | 47,63                              |
| 6     | Hugues Roger        | Frankreich     | 47,8                                     | 47,75                              |
| 7     | John Robertson      | Großbritannien | 48,2                                     | 48,20                              |

### Vorlauf 4
| Platz | Name                   | Nation         | Offizielle Zeit (s) auf Zehntel gerundet | Inoffizielle Zeit (s) exakter Wert |
| 1     | Markku Kukkoaho        | Finnland       | 46,7                                     | 46,72                              |
| 2     | Thomas Jordan          | BR Deutschland | 47,0                                     | 46,98                              |
| 3     | Alexander Brattschikow | Sowjetunion    | 47,2                                     | 47,21                              |
| 4     | Fanahan McSweeney      | Irland         | 47,3                                     | 47,34                              |
| 5     | René Bervoets          | Belgien        | 47,4                                     | 47,42                              |
| 6     | Martin Bilham          | Großbritannien | 48,1                                     | 48,12                              |
| DNS   | Luciano Sušanj         | Jugoslawien    |                                          |                                    |

## Halbfinale
12. August 1971, 17:00 Uhr
In den beiden Halbfinalläufen qualifizierten sich die jeweils ersten vier Athleten – hellblau unterlegt – für das Finale.

### Lauf 1

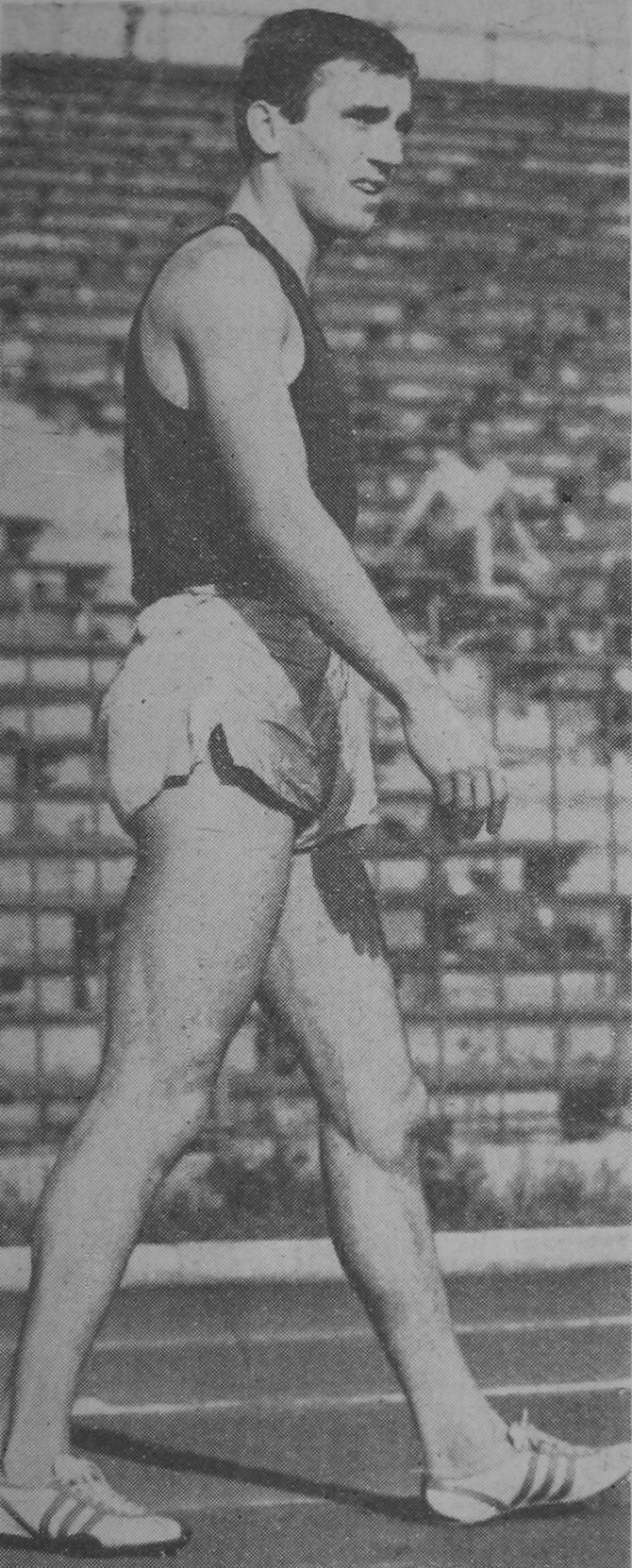
Diesmal reichte es für den früher sehr erfolgreichen Andrzej Badeński nicht zum Finale

| Platz | Name                   | Nation           | Offizielle Zeit (s) auf Zehntel gerundet | Inoffizielle Zeit (s) exakter Wert |
| 1     | Thomas Jordan          | BR Deutschland   | 46,3                                     | 46,29                              |
| 2     | Hermann Köhler         | BR Deutschland   | 46,4                                     | 46,44                              |
| 3     | Marcello Fiasconaro    | Italien          | 46,4                                     | 46,44                              |
| 4     | Alexander Brattschikow | Sowjetunion      | 46,7                                     | 46,66                              |
| 5     | Andrzej Badeński       | Polen            | 46,8                                     | 46,80                              |
| 6     | Per Rom                | Norwegen         | 46,9                                     | 46,92                              |
| 7     | Miroslav Tulis         | Tschechoslowakei | 47,1                                     | 47,05                              |
| 8     | Michael Fredriksson    | Schweden         | 48,4                                     | k. A.                              |

### Lauf 2

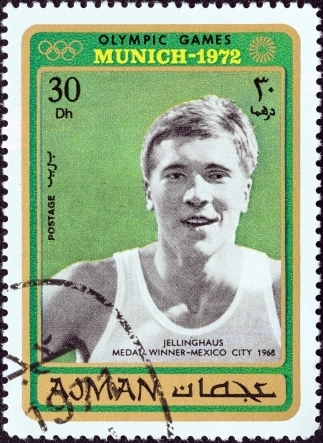
Europarekordler Martin Jellinghaus – ausgeschieden als Fünfter des zweiten Halbfinals

| Platz | Name               | Nation         | Offizielle Zeit (s) auf Zehntel gerundet | Inoffizielle Zeit (s) exakter Wert |
| 1     | Jan Werner         | Polen          | 46,1                                     | 46,11                              |
| 2     | David Jenkins      | Großbritannien | 46,2                                     | 46,22                              |
| 3     | Markku Kukkoaho    | Finnland       | 46,3                                     | 46,25                              |
| 4     | Klaus Hauke        | DDR            | 46,4                                     | 46,37                              |
| 5     | Martin Jellinghaus | BR Deutschland | 46,8                                     | 46,78                              |
| 6     | Gilles Bertould    | Frankreich     | 47,2                                     | 47,23                              |
| 7     | Fanahan McSweeney  | Irland         | 47,7                                     | 47,69                              |
| DNS   | Waldemar Korycki   | Polen          |                                          |                                    |

## Finale

Europameister David Jenkins (hier im Jahr 2015)

13. August 1971, 18:50 Uhr
| Platz | Name                   | Nation         | Offizielle Zeit (s) auf Zehntel gerundet | Inoffizielle Zeit (s) exakter Wert |
| 1     | David Jenkins          | Großbritannien | 45,5 CR/NR                               | 45,45 CR/NR                        |
| 2     | Marcello Fiasconaro    | Italien        | 45,5 NR000                               | 45,49 NR000                        |
| 3     | Jan Werner             | Polen          | 45,6000000                               | 45,56000000                        |
| 4     | Markku Kukkoaho        | Finnland       | 45,7 NR000                               | 45,74 NR000                        |
| 5     | Thomas Jordan          | BR Deutschland | 46,0000000                               | 46,01000000                        |
| 6     | Hermann Köhler         | BR Deutschland | 46,1000000                               | 46,07000000                        |
| 7     | Alexander Brattschikow | Sowjetunion    | 46,4000000                               | 46,40000000                        |
| 8     | Klaus Hauke            | DDR            | 46,9000000                               | 46,88000000                        |

## Video
- EUROPEI DI HELSINKI 1971 800 ARZHANOV, youtube.com, abgerufen am 25. Juli 2022